# الموسوعة البريطانية
الموسوعة البريطانية (بالإنجليزية: Encyclopædia Britannica)‏ أو الـ«بريتانيكا» واشتهرت بالعربي باسم دائرة المعارف البريطانية هي موسوعة عامة باللغة الإنجليزية تصدرها شركة الموسوعة البريطانية، المحدودة (بالإنجليزية: Encyclopædia Britannica, Inc)‏ الخاصة. المقالات في الموسوعة تستهدف القراء المتعلمين والمثقفين ويكتبها 100 موظف بدوام كامل، وأكثر من 4400 مساهم مختص. وتعد من أشهر وأدق الموسوعات وأشدها سعة واطلاعاً.
تعد الموسوعة من أقدم الموسوعات المطبوعة باللغة الإنجليزية والتي ما تزال تصدر. صدرت لأول مرة بين عامي 1768 م و1771 م في مدينة إدنبرة الاسكتلندية، ونمت بسرعة بالحجم والشعبية. ففي عام 1801 م حوت الطبعة الثالثة على 20 مجلداً  وهذا البروز السريع جذب إليها كتّاب مرموقين في اختصاصاتهم. وتعتبر الطبعتان التاسعة (1875 – 1889) والحادية عشر (1911) معالم مهمة في تاريخ الموسوعة لأسلوبهما الجديد في العرض المعرفي والأدبي. ففي الطبعة الحادية عشر، قٌصرت المقالات وبسطت محتواها لتجذب قراء شمال أميركا وبالتالي توسيع سوق انتشارها. وفي عام (1933)، أصبحت أول موسوعة تطبق أسلوب التحديث المستديم والذي يتطلب إعادة طباعتها بشكل منقح ودائم وتقوم بتحديث مقالاتها دورياً بحسب برنامج محدد
أما هيكلية الطبعة الخامسة عشر الحالية فأصبحت مختلفة، إذ انقسمت إلى ثلاث أقسام:
- الماكروبيديا (Macropædia) وهي مجموعة من 17 مجلد للمقالات الموسعة الطويلة.
- المايكروبيديا (Micropædia) وهي مجموعة من 12 مجلد موسوعي مصغر تحتوي على مقالات قصيرة لا تتعدى الـ 750 كلمة. وتستعمل المايكروبيديا للبحث عن الحقائق بشكل سريع وكدليل شرح للماكروبيديا.
- البروبيديا وهي مجلد واحد يشرح خلاصة هرمية المعرفة الإنسانية. ينصح القارئ في استعمال البروبيديا في فهم الموضوع بالنسبة للمعرفة الكلية ولإيجاد مقالات مفصلة عنه. بشكل عام، حافظت الموسوعة على حجمها عبر السنين إذ ما زالت تتكون من حوالي 40 مليون كلمة تشرح نصف مليون مقالة.

ومثل كل الموسوعات، واجهت الموسوعة البريطانية العديد من المشاكل المالية في تاريخها. كما واجهت بعض الانتقادات في بدايات عهدها على أساس أن بعض مواضيعها لم تكن دقيقة وبأنها استعملت كتاب غير أكفاء. إلا أنها حافظت على سمعتها كمرجع بحثي ومعرفي مهم.

## المساهمون
في النسخة التي أُعدت عام 2007 ساهم 4,441 شخص والعديد منهم بارزين في شتى مجالات المعرفة البشرية فقد ساهم سابقاً في الموسوعة عالم الفيزياء ألبرت أينشتاين وعالمة الكيمياء ماري كوري وعالم النفس سيغموند فرويد والفيلسوف وعالم الرياضيات بيرتراند راسل وعالم الأحياء التطوري فرانسيسكو أيالا وعالم الاقتصاد ميلتون فريدمان، وعالم الفلك كارل ساغان، وميخائيل ديباكي والأديب جورج برنارد شو والساحر الإيحائي هاري هوديني فضلاً عن شخصيات سياسية بارزة مثل ليون تروتسكي والرئيسان الأمريكيان بيل كلينتون وجيمي كارتر. وما يقرب من ربع عدد المساهمين متوفى الآن، والبعض منهم متوفى منذ فترة طويلة تعود إلى عام 1947 (ألفريد وايتهيد نورث). في حين أن البعض الآخر متقاعد. إن أغلب المساهمين يساهمون في مقالة واحدة، في حين 64 مساهم ساهموا في 3 مقالات، و23 في 4 مقالات، و10 ساهموا في 5 مقالات، و8 ساهموا في أكثر من 5 مقالات، وأبرزهم كريستين سيتون من جامعة أوكسفورد والتي ساهمت في 24 مقالة عن فيزياء الجسيمات.

## تاريخها
تغيرت ملكية الموسوعة عبر تاريخها. فمن مالكيها كان دار أي وسي بلاك للنشر الأسكتلندية، هورايس إفريت هوبر، سيرز روبك ووليم بنتون. أما المالك الحالي للموسوعة فهو يعقوب إيلي صفرا [الإنجليزية] الملياردير والممثل السويسري. وفي السنوات الأخيرة، واجهت الموسوعة منافسة مع الموسوعات الإلكترونية مثل «الإنكارتا» و«ويكيبيديا» واللتين قلصتا اعتماد السوق على الطبعات الورقية. ولمواجهة هذه المنافسة، ركزت الموسوعة البريطانية على سمعتها ودقة معلوماتها، ورخصت أسعارها بعد تقليص تكاليفها وطورت نسخات إلكترونية لطبعاتها على الأقراص المدمجة وعلى الإنترنت.

### طبعاتها

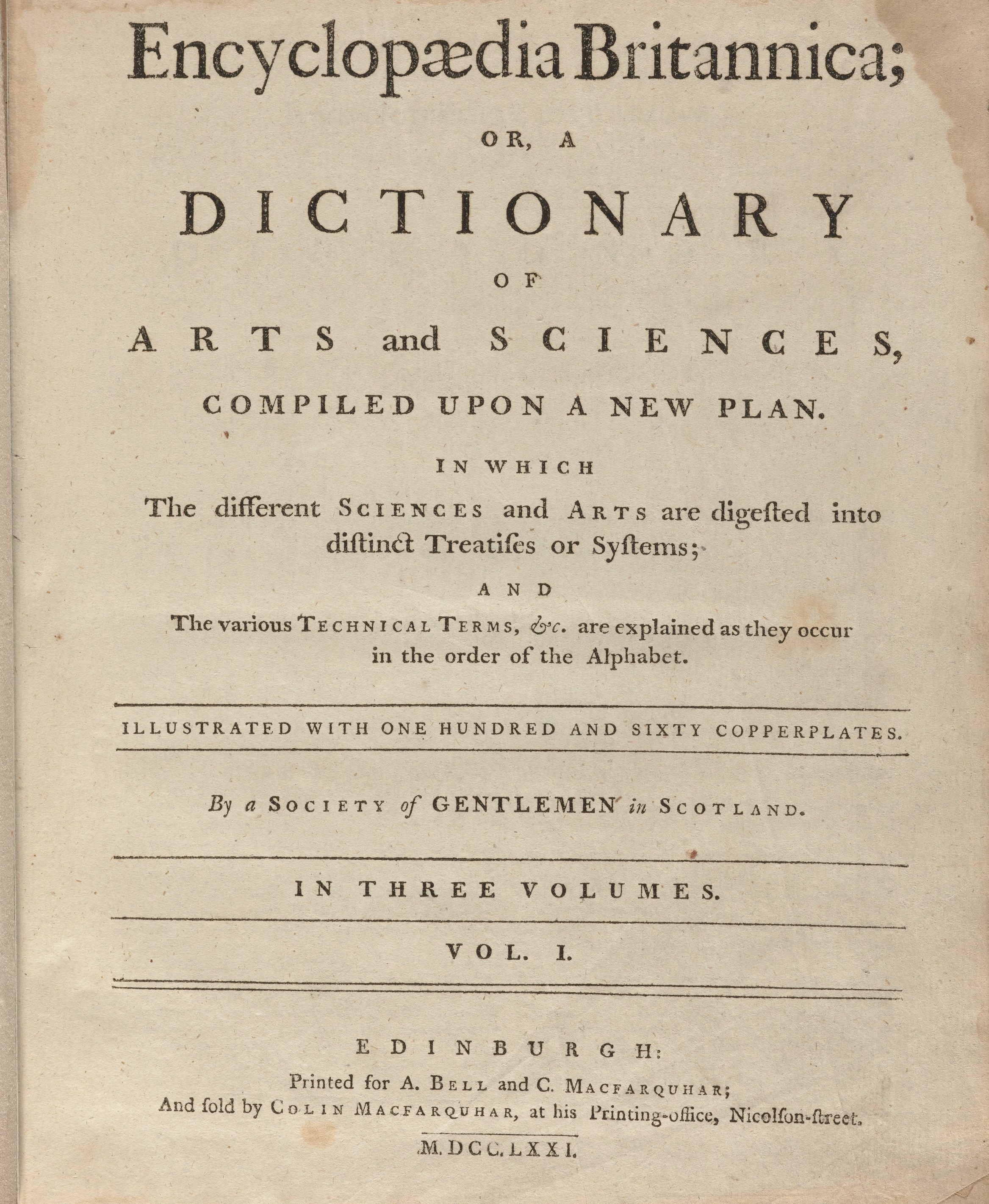
صفحة العنوان للطبعة الأولى للموسوعة البريطانية

لقد أصدرت الموسوعة 15 طبعة إلى الآن مع ملحقات للطبعات الثالثة والخامسة (راجع جدول الطبعات في أسفل المقال). ولنكون أكثر دقة، فالطبعة العاشرة هي ملحق للطبعة التاسعة، كما أن الطبعتين الثانية عشر والثالثة عشر هما ملحقين للطبعة الحادية عشر. وفي عام 1985، تم إعادة تشكيل الطبعة الخامسة عشر، وما زالت تعرف الطبعات المحدثة اللاحقة بالطبعة الخامسة عشر.

### أهدافها
خلال تاريخها، كان للموسوعة هدفان: تحقيق مرجع متميز وتوفير مواد تربوية لمن أراد الدراسة. في عام 1974، تبنت الطبعة الخامسة عشر هدفاَ ثالثاَ وهو أنظمة كل المعرفة الإنسانية.

### حقباتها
يمكن تقسيم حقبات تاريخ الموسوعة إلى خمس حقبات أساسية بحسب ما أصابها من تغييرات مهمة أو من إعادة تنظيم لهيكليتها:

### الحقبة الأولى
(من الطبعة الأولى إلى الطبعة السادسة، أي ما بين عامي 1768 و1826):
قام بإدارتها مؤسسيها كولن ماكفغهر وأندرو بل مع مجموعة من الأصدقاء والمعارف مثل توماس بونار، جورج غليغ وأرشيبالد كونستابل. وصدرت أول طبعة ما بين عامي 1768 و 1771 في إدنبرة تحت مسمى «دائرة المعارف البريطانية - أو قاموس الفنون والعلوم» (بالإنجليزية: Encyclopædia Britannica, or, A dictionary of arts and sciences)‏. وكانت ردة فعل محافظة على تحدي موسوعة دنيس ديدرو الفرنسية (بالفرنسية: French Encyclopédie of Denis Diderot)‏ التي نشرت بين 1751 و 1766. والتي كانت، بالتالي، ردا على دائرة معارف شامبر (Chambers Cyclopaedia). وكما تظهر أشواك شعارها ، كانت الموسوعة عمل أسكتلندي بحت. وكان تأسيس الموسوعة من أشهر مسببات ومؤثرات عصر النهضة الأسكتلندية. وفي هذه الحقبة، تطورت الموسوعة من ثلاث مجلدات كتبها مؤلف واحد هو وليم سميلي إلى 20 مجلدا كتبها العديد من المراجعين المتخصصين. واستطاعت الصمود في وجه موسوعات منافسة مثل دائرة معارف ريس (Rees's Cyclopaedia) ودائرة معارف كولردج المدنية (Coleridge's Encyclopaedia Metropolitana) الذين واجهوا الإفلاس أو عدم المقدرة على الانطلاق. وبنهاية هذه الحقبة، أصبح للموسوعة شبكة من الكتاب المرموقين عن طريق الصداقة الحميمة مع المؤسسين.

### الحقبة الثانية
(من الطبعة السابعة وحتى الطبعة التاسعة، أي ما بين عامي 1827 و1901):
خلال هذه الفترة، قامت دار A & C Black بنشر الموسوعة. وزاد عدد المشاركين في الموسوعة عن طريق العلاقات الشخصية للمحررين كما جذب صيتها البعض الآخر من جميع البلاد وبخاصة المرموقين في مجالاتهم. من أشهر المحررين في تلك الفترة كان ماكفي نابير. ولأول مرة، أضيف فهرس لجميع المقالات في الطبعة السابعة. وأشرف توماس سبنسر باينز، وهو أول إنكليزي يشرف على الموسوعة، على إصدار الطبعة التاسعة التي سميت «طبعة المثقفين»، والتي اعتبرت الطبعة الأكثر مهنية على الإطلاق. وبنهاية القرن التاسع عشر، واجهت الطبعة التاسعة المشاكل المالية.

### الحقبة الثالثة
(من الطبعة العاشرة إلى الطبعة الرابعة عشر، أي ما بين عامي 1901 و1973):
قام بإدارتها عدة رجال أعمال أمريكيين، حيث أتبعوا أساليب تسويقية جريئة، مثل التسويق المباشر والبيع من الباب للباب، لزيادة الأرباح. وقاموا كذلك تدريجياَ بتبسيط مقالات الموسوعة لتصبح مفهومة لشريحة أكبر من المجتمع.سرعان ما أصدرت الطبعة العاشرة كملحق للطبعة التاسعة لكن الطبعة الحادية عشر اشتهرت بجودتها وذلك تحت إدارة هوراس هوبر الذي بذل مجهودات كبيرة لتحسين الموسوعة. بعد أن عانى هوبر من صعوبات مالية انتقلت ملكية الموسوعة إلى سيرز روبوك لحوالي 18 عاماَ (من عام 1920 إلى عام 1923، ومن عام 1928 إلى عام 1943). في عام 1932 تولى إلكان هاريسون بويل، نائب سيرز، إدارة الموسوعة فقام عام 1936 بإتباع سياسة المراجعة المستمرة للمقالات (ما زالت هذه السياسة متبعة للآن) بحيث تفحص كل مقالة وتراجع على الأقل مرتين في كل عقد. هذا الأسلوب شكل نقلة نوعية عن المنهج المتبع سابقاَ، حيث كانت المقالات لا تراجع إلا عند صدور طبعة جديدة، بفارق 25 عاماَ تقريباَ بين الطبعتين، مع بقاء بعض المقالات بدون تغيير. في عام 1943 انتقلت ملكية الموسوعة إلى من سيرز روبوك إلى ويليام بنتون الذي أدار الموسوعة حتى وفاته عام 1973. أسس بنتون مؤسسة بنتون التي أدارت الموسوعة حتى عام 1996. في عام 1968، قرب نهاية هذه الحقبة، احتفلت الموسوعة بمئويتها الثانية.

### الحقبة الرابعة
(الطبعة الخامسة عشر، أي ما بين عامي 1974و 1994):
بدأت هذه الحقبة مع نشر الطبعة الخامسة عشرة والتي أعيد تقسيمها إلى ثلاث أجزاء: الميكروبيديا والماكروبيديا والبروبيديا. وبتأثير من مورتيمور أدلر تطورت أهدافها لتضيف هدف أنظمة المعرفة الإنسانية بالإضافة لهدفيها الأساسيين. وكان التصميم الجديد الذي ألغى الفهرست وجمّع المقالات في موسوعتين قد أشعل الكثير من الانتقادات الحادة
. وكرد فعل، أعيد تجميع وفهرست الطبعة الـ15 في نسخة عام 1985. وما زالت هذه الطبعة هي المتداولة. وسميت هذه الطبعة بالموسوعة البريطانية الجديدة، كما عرفت بـبريتانيكا 3.

### الحقبة الخامسة
(من 1994 وحتى الآن):
في هذه الحقبة تم إنتاج نسخ رقمية من الموسوعة على أقراص مضغوطة وعلى الشبكة العنكبوتية. في عام 1996، اشترى يعقوب صفرا الموسوعة من مؤسسة بنتون بقيمة أقل من القيمة المقدرة لها وذلك لصعوبات مالية واجهتها المؤسسة. في عام 1999، انقسمت شركة الموسوعة البريطانية المحدودة إلى قسمين: قسم بنفس الاسم يهتم بتطوير النسخة المطبوعة، وقسم سمي شركة بريتانيكا.كوم المحدودة وتهتم بتطوير النسخة الإلكترونية. منذ 2001 أصبحت الشركتين تداران من قبل رئيس مجلس إدارة واحد هو إيلان يوشوا، والذي استمر في إتباع إستراتيجية بويل لتطوير الشركة بتقديم منتجات جديدة تحت الاسم التجاري بريتانيكا.
و في عام 2012 أعلنت بريتانيكا عن وقفها إصدار طبعات ورقية جديدة على أن تكون الطبعات المستقبلية عبر الإنترنت فقط.

## الموسوعة البريطانية المختصرة
الموسوعة البريطانية المختصرة: هي مجلد وحيد يعتمد على ماكتبه محررو دائرة المعارف أو الموسوعة البريطانية الشهيرة، وتشمل هذه الموسوعة ثمانية وعشرين ألف مقال في مختلف العلوم، وتتميز باختصارها ودقتها ودرجة عالية من الحيادية، ولاتوفر الموسوعة معلومات مفصلة نظرا لاختصارها، لكنها مصدر معلومات مهم خاصة في القضايا الخلافية ونقطة بدء لمن يرغب بإجراء بحوث ودراسات

## ملخص الطبعات
| الطبعة/الملحق     | سنوات الطبع | الحجم                                                                 | المحررون الرئيسيون                                                              | ملاحظات |
| ----------------- | ----------- | --------------------------------------------------------------------- | ------------------------------------------------------------------------------- | --- |
| 1                 | 1768–1771   | 3 مجلدات، 2670 صفحة، 160 لوحة                                         | وليم سميلي                                                                      | 30 مقالة من أكثر من 3 صفحات، بمعظمها من كتابة سميلي |
| 2                 | 1777–1784   | 10 مجلدات، 8595 صفحة، 340 لوحة                                        | جايمس تايلور                                                                    | 150 مقالة، أخطاء في عد الصفحات، كل الخرائط تحت مقالة جغرافية. |
| 3                 | 1788–1797   | 18 مجلد، 14579 صفحة، 542 لوحة                                         | كولن ماغفكر وجورج غليغ                                                          | 42,000 جنيه أرباح، 10,000 نسخة بيعت، استعمال صيغ كيميائية |
| ملحق للطبعة 3     | 1801        | 2 مجلدين، 1,624 صفحة، 50 لوحة                                         | جورج غليغ                                                                       | عادت حقوق الملكية لـ توماس بونار، أول تقجيم لملك |
| 4                 | 1801–1809   | 20 مجلد، 16,033 صفحة، 581 لوحة                                        | جايمس ميلار                                                                     | سمح للمؤلفين بالاحتفاظ بحقوق النشر أولا |
| 5                 | 1817        | 20 مجلد، 16,017 صفحة، 582 لوحة                                        | جايمس ميلار                                                                     | خسارة مالية لميلر وورثة أندرو بل، بيعت الحقوق لأرشيبلد كونستابل |
| ملحق للطبعة 5     | 1816–1824   | 6 مجلد، 4,933 صفحة، 125 plates1                                       | ماكفي نابيير                                                                    | تم توظيف مؤلفين مرموقين مثل مالتوس، سير والتر سكوت وهمفري دايفي |
| 6                 | 1820–1823   | 20 مجلد                                                               | تشارلز ماكلارين                                                                 | أفلس أرسيبلد كونستابل في 19 يناير 1826، وأمن أدام بلاك حقوق الموسوعة                                                                                               |
| 7                 | 1830–1842   | 21 مجلد، 17,101 صفحة، 506 لوحة، 187-صفحة فهرس                         | ماكفي نابيير، بمساعدة جايمس براون                                               | وسعت شبكة المؤلفين المرموقين بانضمام سير دايفد بروستر، توماس دي كوينسي ولأنطونيو بانزيني                                                                           |
| 8                 | 1853–1860   | 21 مجلد، 17,957 صفحة، 402 لوحة ; 239-صفحة فهرس منفصلة، نشرت عام 18612 | توماس ترايل                                                                     | نقل العديد من المقالات الطويلة م الطبعة السابعة، أصبح عدد المؤلفين المشاركين 344 مشارك بينهم ويليام تومسون المعروف بالبارون كلفن                                   |
| 9                 | 1875–1889   | 24 مجلد، مع مجلد واحد كفهرست                                          | توماس باينز (1875–80); ثم روبنسون سميث                                          | 3 نقل بعض المقالات من الطبعة الثامنة، لكن معظم المقالات كانت جديدة، ارتفعت درجة أكاديمية المقالات، تم قرصنة الموسوعة بشكل واسع في الولايات المتحدة الأميركية.      |
| 10 ملحق للطبعة 9  | 1902–1903   | 11 مجلد، مع 24 مجلد للطبعة 94                                         | سير دونالد ماكدونالد وهيو تشيشوم في لندن; أرثر هايدلي وفرانكلين هوبر في نيويورك | اشترى شركاء أميركيون الموسوعة في 9 مايو 1901، تم إتباع أساليب بيع ضاغطة                                                                                            |
| 11                | 1910–1911   | 28 مجلد، مع مجلد فهرست                                                | هيو تشيشوم في لندن وفرانكلين هوبر في نيويورك                                    | 1920 تحسنت نوعية المقالات، ارتفع عدد المقالات بالمقارنة مع الطبعة التاسعة بنسق أبسط وأقصر، واجه المالكون صعوبات مالية، بيع حقوق الموسوعة إلى سيرز وريبوك وشركائهم. |
| 12 ملحق للطبعة 11 | 1921–1922   | 3 مجلدات، مع 28 مجلد للطبعة 115                                       | هيو تشيشوم في لندن وفرانكلين هوبر في نيويورك                                    | لخصت أسماء دول العالم قبل وأثناء وبعد الحرب العالمية الأولى |
| 13 ملحق للطبعة 11 | 1926        | 3 مجلدات، مع 28 مجلد للطبعة 116                                       | جايمس لويس غارفن في لندن، وفرانكلين هوبر في نيويورك                             | استبدلت الطبعة 12، تحسين المقالات المتعلقة بالحوادث التي حصلت بين 1910 و1926                                                                                       |
| 14                | 1929–1933   | 24 مجلد7                                                              | جايمس لويس غارفن في لندن، وفرانكلين هوبر في نيويورك                             | واجهت دور النشر مصائب مالية بعيد الكساد العالمي |
| 14منقحة           | 1933–1973   | 24 مجلد7                                                              | فرنكلين هوبر حتى 1938; ثم والتر يست، هاري أشمن، وارن بريس، وليم هايلي           | بداء في سنة 1936 التنقيح المستمر: ينقح كل مقال على الأقل مرتين كل عقد                                                                                              |
| 15                | 1974–1984   | 30 مجلد8                                                              | وارن بريس، ثم فيليبس غوتز                                                       | استحدثت هيكلية الأقسام الثلاثة: مايكروبيديا، ماكروبيديا وبروبيديا، تم إلغاء الفهرس                                                                                 |
| 15                | 1985–حاليا  | 32 مجلد9                                                              | فيليب غوتز، ثم روبرت ماكهنري، وحاليا دايل هيوربرغ                               | أحيا مجلدين للفهرس، دمج مقالات ميكروبيديا والماكروبيديا، أصبحت أطول بشكل بسيط، أصبح يتم إصدار طبعات جديدة كل بضعة سنوات                                            |

| ملاحظات 1ملحقات للطبعات 4 و5 و6. مقالة أساسية عن تاريخ العلوم 2 احتوت الطبعات من 8 إلى 14 على فهرست 3 كتب بعض مقالات الطبعة التاسعة علماء مرموقين مثل جيمس ماكسويل عن الكهرباء ووليم تومسون عن الحرارة. 4 احتوت الطبعة العاشرة على مجلد خاص عن الخرائط، وفهرس شامل للطبعات 9 و10، ومرجع عن الحوليات. 5 تألفت مجلدات الطبعة الثانية عشرة من 29 مجلد من الطبعة الحادية عشرة. 6 استبدل الملحق بثلاث ملاحق جديدة ليشكلوا مع المجلدات القديمة الطبعة الثالثة عشرة. 7 أصبحت هذه الطبعة أول طبعة تستحدث بشكل دوري سنويا. 8 نشرت الطبعة الخامسة عشر، والتي سميت بريتانيكا-3، في ثلاث أقسام: 10 مجلدات لتكون المايكروبيديا، 19 مجلد يشكلون الماكروبيديا بالإضافة للبروبيديا. وفي عام 1985، أعيد تشكيلها لتصبح 12 مجلد ميكروبيديا و17 مجلد ماكروبيديا. 9 عدل النظام في عام 1985 بإضافة مجلدي فهارس، قللت عدد مقالات الماكروبيديا بدمج المقالات الأصغر حجما ليصبحوا مقالاتها أقل عددا لكن أكثر محتوى. مثلا، دمجت المقالات المنفردة عن الولايات الأميركية الخمسين بمقال واحد بعنوان الولايات المتحدة الأميركية. بينما نقلت المقالات المتوسطة إلى مجلدات المايكروبيديا. صدرت نسخة القرص المدمج CD-ROM عام 1994. كما توفرت نسخة مدفوعة على الإنترنت والتي أصبحت مجانية عام 1999. وفي عام 2001، انتهت التجربة وصدرت نسخة مطبوعة جديدة. |

## وصلات خارجية
- الموقع الرسمي
- الموسوعة البريطانية على موقع الموسوعة البريطانية (الإنجليزية)
- الموسوعة البريطانية على موقع الموسوعة البريطانية (الإنجليزية)
- الموسوعة البريطانية على موقع الموسوعة البريطانية (الإنجليزية)